# Municipio Rayón (México)
Koordinaten: 19° 8′ 20″ N, 99° 34′ 37″ W
Rayón ist ein Municipio mit gut 10.000 Einwohnern im mexikanischen Bundesstaat México. Der Name wurde zu Ehren von des Unabhängigkeitskämpfers Ignacio López Rayón gewählt.

## Geographie
Das Municipio liegt etwa 20 Kilometer südöstlich von Toluca de Lerdo und damit etwa 80 südwestlich von Mexiko-Stadt.
Im Westen liegen das Municipio Calimaya, im Süden Municipio Joquicingo, im Osten Municipio Almoloya del Río und Municipio Atizapán und im Norden Municipio Metepec.

## Ortschaften
Neben dem Sitz Santa María Rayón gehören zum Municipio noch San Juan la Isla, Colonia Emiliano Zapata, Ex-hacienda Santiaguito und Casa Blanca.

## Sehenswürdigkeiten
Der 4690 m hohe Nevado de Toluca erhebt sich ca. 30 km westlich von Rayón. Der zweitlängste Fluss Mexicos, der Río Lerma entspringt fünf km nördlich des Municipios.
In direkter südlicher Nachbarschaft befindet sich Ausgrabungsstätte Teotenango.

## Kultur
Schutzpatronin der Stadt ist Unsere Liebe Frau von Guadalupe, womit Mariä Empfängnis und Mariä Himmelfahrt die wichtigsten lokalen Feiertage darstellen.